# Título II de la Constitución de Ecuador de 2008
El Título II: Derechos es el segundo título de la constitución ecuatoriana vigente, la cual fue aprobada en el 2008 mediante referéndum constitucional. El título declara un catálogo de derechos fundamentales que ratifican aquellos que previamente han sido garantizados a través de instrumentos internacionales. Está compuesto por 74 artículos de la constitución, comprendidos desde el artículo 10 hasta el 83, los mismos que conforman nueve capítulos.
En la anterior constitución de 1998, se recopilaban los derechos que el Estado debía garantizar en su tercer título, los cuales subdividía de acuerdo a las generaciones de derechos humanos. En la Constitución de 2008, los derechos están divididos entre: los denominados derechos del buen vivir o sumak kawsay, los de personas o grupos de atención prioritaria, los derechos de las comunidades o nacionalidades, los de participación, los derechos de libertad, de la naturaleza, y los derechos de protección.

## Principios de aplicación
El primer capítulo del Título II de la constitución ecuatoriana de 2008, trata sobre los principios que deben regir al momento de aplicarse los derechos fundamentales. Este capítulo solo consta de dos artículos.
En primer lugar, se estipula que los titulares de los derechos -garantizados tanto en la constitución ecuatoriana, como en los tratados y convenios internacionales suscritos y ratificados por el Estado ecuatoriano- son todas personas, comunidades, pueblos, nacionalidades y grupos sociales dentro del territorio nacional. También se establece a la naturaleza como sujeto de derecho.

## Derechos

### Derechos del buen vivir
La primera clase de derechos reconocidos en la constitución ecuatoriana vigente son los del buen vivir o sumak kawsay, los cuales se alinean a los derechos humanos de segunda generación (económicos, sociales y culturales), basándose previamente en costumbres locales, principalmente de las comunidades indígenas. 
El primer derecho reconocido en este catálogo es el de agua y alimentación. El tema del agua fue propuesto en la Observación general 15 del Comité de Derechos Económicos, Sociales y Culturales en el 2002, como una derecho humano, propuesta que fue incluida en la elaboración del texto constitucional vigente en Ecuador. La Asamblea General de las Naciones Unidas el 28 de julio de 2010, a través de la Resolución 64/292, reconoció explícitamente el derecho humano al agua.

### Derechos de libertad
Los Derechos de Libertad, entes conocidos como derechos civiles, reconocen y garantizan la inviolabilidad de la vida, el derecho a una vida digna, la integridad personal, la igualdad formal, igualdad material y no discriminación, el libre desarrollo de la personalidad, la libertad de opinión y expresión del pensamiento, el derecho a la rectificación de afirmaciones inexactas en los medios de comunicación, la libertad de conciencia y de religión, el derecho a tomar decisiones libres sobre su sexualidad, vida y orientación sexual, a tomar decisiones libres, responsables e informadas sobre su salud y vida reproductiva, la reserva sobre sus convicciones, la objeción de conciencia, el derecho a asociarse en forma libre y voluntaria, a transitar libremente por el territorio nacional y a escoger su residencia, la libertad de iniciativa económica, libertad de trabajo, el derecho al honor y al buen nombre, a la protección de datos de carácter personal, a la intimidad personal y familiar; a la inviolabilidad y al secreto de la correspondencia, a la inviolabilidad de domicilio, el derecho a dirigir quejas y peticiones, a participar en la vida cultural de la comunidad, a disponer de bienes y servicios de calidad, a la propiedad en todas sus formas, con función y responsabilidad social y ambiental, a vivir en un ambiente sano y el derecho a la identidad. Entre los Derechos de Libertad también se incluyen los artículos referentes a los distintos tipos de familias, la definición de matrimonio, de unión de hecho y las normas de protección de los derechos de los integrantes de la familia.

### Derecho de la naturaleza
El capítulo séptimo, denominado “Derechos de la naturaleza” contempla los siguientes: derecho a la conservación integral; derecho a la restauración; precaución de extinción de especies y no introducción de organismos genéticamente modificados; y no apropiación de servicios ambientales, reconoce plenamente a la naturaleza como titular de derecho, tanto así  que en su Art. 71, manifiesta que “La naturaleza o Pacha Mama, donde se reproduce y realiza la vida, tiene derecho a que se respete integralmente su existencia y el mantenimiento y regeneración de sus ciclos vitales, estructura, funciones y procesos evolutivos.